# New Riegel (Ohio)
Pour les articles homonymes, voir New Riegel.
New Riegel est un village américain situé dans le comté de Seneca, dans l'Ohio. Selon le recensement de 2010, sa population est de 249 habitants.